# Szerecsensirály

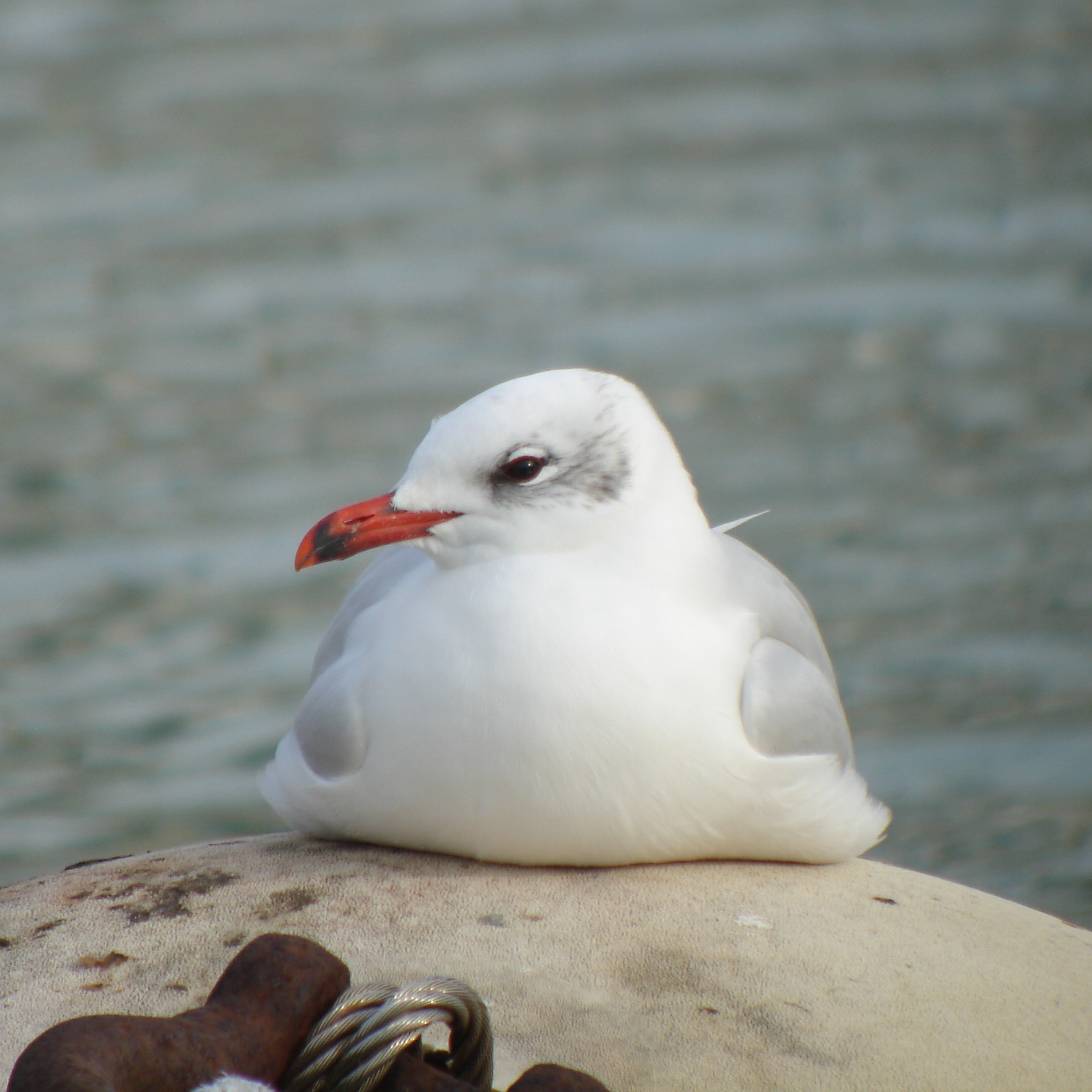

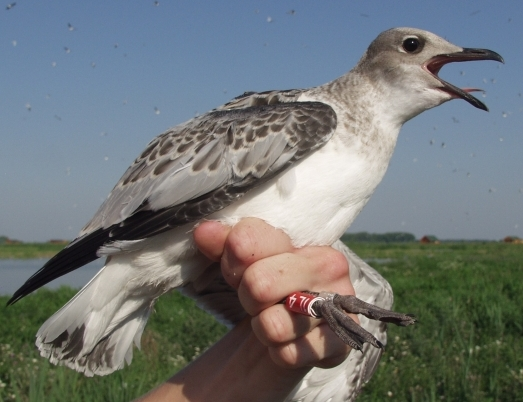
Fiatal szerecsensirály színes gyűrűvel jelölve (1L4)

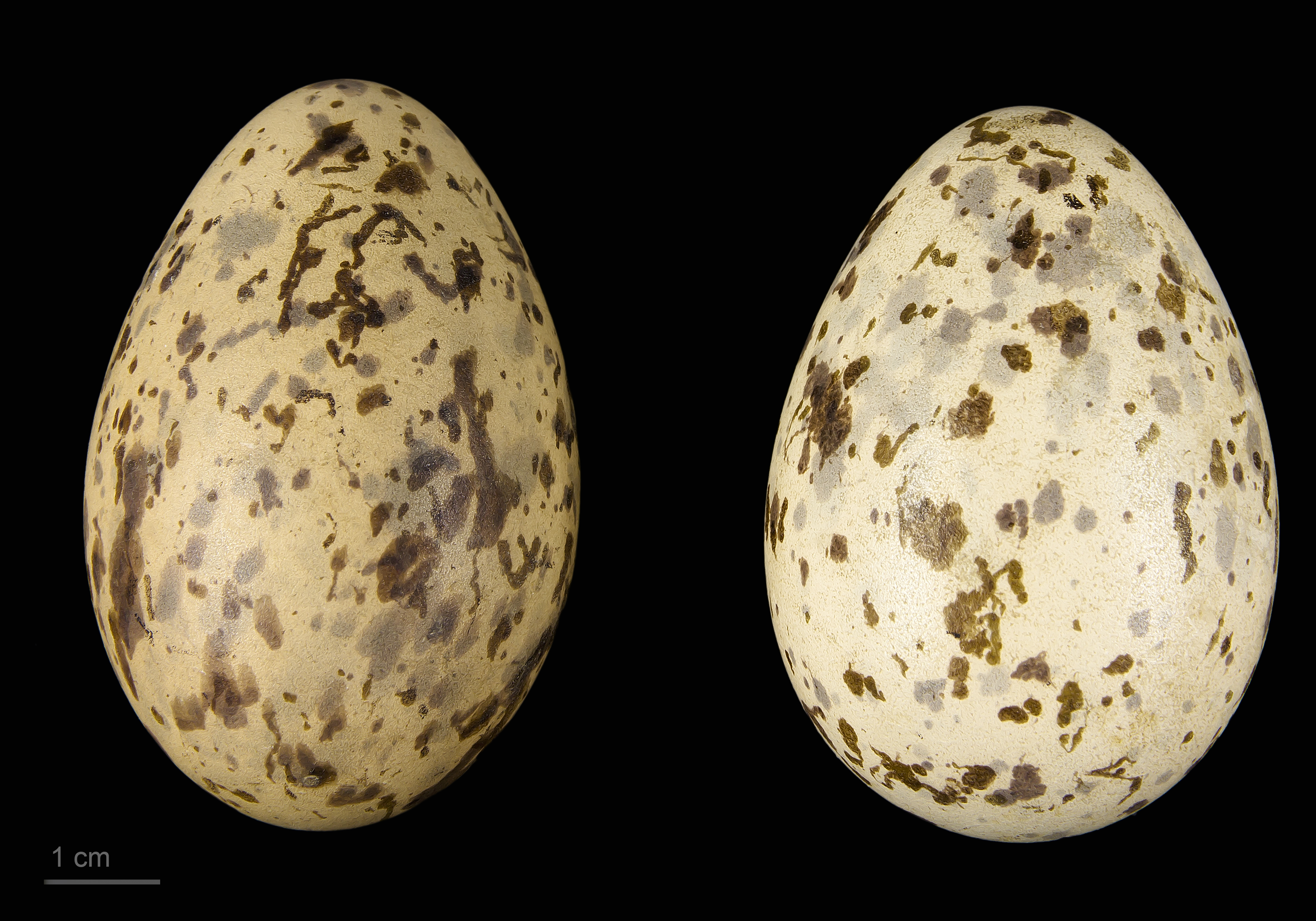
Ichthyaetus melanocephalus

A szerecsensirály (Ichthyaetus melanocephalus) a lilealakúak rendjébe, ezen belül a sirályfélék (Laridae) családjába tartozó faj.
A régebbi rendszerbesorolások a Larus nembe sorolják Larus melanocephalus néven.

## Előfordulása

### Elterjedése
Európa, Észak-Afrika és Törökország területén honos.

### Vonulása
Tavasszal 2-3 héttel később, május elején érkezik a fészkelőhelyére, mint a vele rendszerint együtt fészkelő dankasirály. Mivel a fészekaljak kelése jobban szinkronizált, így a költőtelepről a később fiókát röptető dankákkal együtt hagyja el. Néhány hétig még a hazai vizes élőhelyeken csapatosan kóborol, de már augusztusban megérkezik telelőterületére. A hazai állomány zöme az atlanti partvidéken, elsősorban Franciaországban, Portugáliában, és Belgiumban tölti a téli hónapokat, a többi a Földközi-tenger partvidékén, Spanyolországban és Olaszországban.

### Kárpát-medencei előfordulása
Magyarországon márciustól novemberig tartózkodik, rendszeres fészkelő.

## Megjelenése
Testhossza 36–38 centiméter, szárnyfesztávolsága 92–100 centiméter, testtömege pedig 230–280 gramm.

## Életmódja
Rovarokkal, halakkal és puhatestűekkel táplálkozik.

## Szaporodása
Tengerpartok, lagúnák, édesvízi tavak, mocsarak környékén telepesen költ. Gyakran más sirályfélékkel, rendszerint dankasirályokkal fészkel közös kolóniában. Fészekalja 3 világos csontszínű alapon feketésbarnán pettyezett tojásból áll, melyen 23-25 napig kotlik.